# Болонская республика
Болонская республика (итал. Repubblica Bolognese) — клиентская республика Франции, провозглашённая в Болонье в июне 1796 года после того, как представители властей Папского государства покинули город. 16 октября 1796 года была аннексирована Циспаданской республикой.

## Государственное устройство
Законодательный орган — Законодательный Корпус (Corpo Legislativo), состоящий из двух палат — Большого Совета (Consiglio Maggiore) и Малого Совета (Consiglio Minore), избирается избирательными комициями (Comizi elettorali), исполнительные органы — Магистрат Консулов (Magistrato dei Consoli), формируется Законодательным Корпусом, первичные органы государственной власти — генеральные комиции (Comizi generali), местные исполнительные органы — муниципальные корпусы (Corpo Municipale).